# Copa Nicasio Vila 1917
La Copa Nicasio Vila 1917 fue la undécima edición del Campeonato de Primera División de la Liga Rosarina de Fútbol. 
Participaron diez equipos y el campeón fue Rosario Central, que ganó su quinto título de Primera en fila: Federación Rosarina de 1913, y las Copas Nicasio Vila de 1914, 1915, 1916 y 1917. Además, en este período 1913-1917 el club auriazul conquistó cuatro copas nacionales: Copa de Competencia de la Federación Argentina de 1913, Copa Dr. Carlos Ibarguren 1915, y las Copas de Honor y de Competencia de 1916. A raíz de estos resultados y de su juego, se comenzó decir que el equipo canalla "daba cátedras de fútbol" y se lo comparó con el Racing Club de Avellaneda; club que prevalecía en Buenos Aires en aquel tiempo y recibía el mote de La Academia. De esta manera surgió uno de los apodos que quedarían marcados para siempre en el devenir histórico del equipo centralista: La Academia rosarina.
Aquel título local de 1917, le dio el derecho al equipo canalla de disputar la Copa Dr. Carlos Ibarguren de ese año ante el campeón de la Liga oficial de Buenos Aires, el Racing Club.

## Tabla de posiciones final
| Pos | Equipo                  | Pts | PJ | G  | E | P  | GF | GC | Dif |
| 1º  | Rosario Central         | 34  | 18 | 17 | 0 | 1  | 57 | 13 | 44  |
| 2º  | Tiro Federal            | 30  | 18 | 14 | 2 | 2  | 39 | 15 | 24  |
| 3º  | Central Córdoba         | 25  | 18 | 10 | 5 | 3  | 26 | 19 | 7   |
| 4º  | Belgrano                | 23  | 18 | 9  | 5 | 4  | 25 | 22 | 3   |
| 5º  | Newell's Old Boys       | 20  | 18 | 7  | 6 | 5  | 19 | 23 | -4  |
| 6º  | Nacional                | 12  | 18 | 4  | 4 | 10 | 16 | 30 | -14 |
| 7º  | Provincial              | 11  | 18 | 4  | 3 | 11 | 17 | 31 | -14 |
| 8º  | Sparta                  | 9   | 18 | 1  | 7 | 10 | 14 | 37 | -23 |
| 9º  | Rosario Puerto Belgrano | 8   | 18 | 2  | 4 | 12 | 14 | 24 | -10 |
| 10º | Gimnasia y Esgrima      | 8   | 18 | 2  | 4 | 12 | 4  | 17 | -13 |